# Geheimekonseljen
Geheimekonseljen (1660-1770) eller Geheimestatsrådet 1772-1848 (av tyska geheim, hemlig) kallades i Danmark-Norge och efter 1814 i Danmark under enväldet konungens råd. Mellan dessa bägge rådsförsamlingar fanns dock en tid efter 1772 den olikheten, att geheimekonseljen hade varit sammansatt av presidenterna i de särskilda regeringskollegierna, under det att alla ministrar inte hade säte i geheimestatsrådet, men däremot åtskilliga män, som stod utanför kollegierna. Mellan 1808-14 hade geheimestatsrådet i praktiken upphört, i det konungen företrädesvis styrde med sina adjutanter. 
Genom 1849 års grundlag utbyttes geheimestatsrådet mot ett statsråd med alla ministrar under premiärministerns presidium; men när helstaten återupprättades 1852, återinfördes geheimestatsrådet, i och med att utöver ministrarna fick även tronföljaren säte i rådet och konungen själv övertog presidiet. Denna ordning bibehölls i grundlagen av 1866,  men namnet ändrades till statsrådet. Premiärministern kallades från 1855 konseljpresident.